# 旅の終りに
「旅の終りに」（たびのおわりに）は、1977年11月に発売された冠二郎のシングル。

## 解説
- 本曲は1977年にテレビ朝日にて放映されたテレビドラマ『海峡物語』（原作：五木寛之）の劇中歌として制作されたものであり[1]、作詩も五木寛之自身が手掛け、『立原岬』の筆名で発表した。
- ドラマ『海峡物語』では、芦田伸介が演じる名物音楽ディレクター“演歌の竜”こと高円寺竜三[注釈 1]が、新人歌手に一つの曲を与え、それを歌わせてレコードとして発売する姿を描いたが、その劇中で新曲として登場したのが本曲である。
- 劇中で新人歌手役の代わりに影歌[注釈 2]として歌っていたのが当時デビュー10年目だった冠二郎で[2]、レコードとして発売することになった際にも「実際に歌っている人物が良い」ということで冠自身のレコードとして発表されることになったという[2]。
- 本曲の歌詞には函館と釧路という地名が出てくるが、ご当地ソングではない。
- 冠二郎[注釈 3]は、その現役期間中には大ヒット曲「炎」に代表されるようにパワフルアクション演歌路線でブレイクしたが[3]、本曲に関しては作詩者の五木寛之から「この曲（『旅の終りに』）を歌う時だけは、『真剣に、そして人生の一番辛かった時のことを思い浮かべて唄って欲しい』とお願いをされた」と語り、「五木先生の世界観を壊さないという約束を守って」本曲を歌うようにしていると語っていた[2]。

## 収録曲
1. 旅の終りに（3分23秒）
作詞：立原岬、作曲・編曲：菊池俊輔
2. 明日を信じて（3分43秒）
作詞：三浦康照、作曲：三原一乃、編曲：竹村次郎

## カバー
| 歌手       | 収録作品                                                | 発売日         | レーベル                     | 規格品番       |
| ---------- | ------------------------------------------------------- | -------------- | ---------------------------- | -------------- |
| 五木ひろし | 五木寛之・五木ひろし作品集〜ふりむけば日本海〜          | 2005年8月24日  | ファイブズエンタテインメント | FKCX-5020      |
| 舟木一夫   | 名曲カバー傑作撰                                        | 2009年2月18日  | 日本コロムビア               | COCP-35415〜16 |
| 西方裕之   | 昭和を歌う〜演歌の王道〜                                | 2010年1月1日   | キングレコード               | KICX-756       |
| 藤圭子     | GOLDEN☆BEST 藤圭子 ヒット&カバーコレクション 艶歌と縁歌 | 2010年12月8日  | Sony Music Direct            | MHCL-1825〜26  |
| 千昌夫     | 昭和歌謡熱唱                                            | 2013年6月5日   | 徳間ジャパン                 | TKCA-73906     |
| 一条貫太   | 一条貫太のはやり歌一本勝負〜其の弐〜                    | 2020年4月8日   | 日本クラウン                 | CRCN-20467     |
| 杜このみ   | KONOMI cover songs                                      | 2024年8月28日  | テイチクエンタテインメント   | TECE-3720      |
| 走裕介     | オリジナル&カバー・コレクション                         | 2024年10月30日 | 日本コロムビア               | COCP-42360     |
| 木村徹二   | ザ・カバーII〜海とか山とか旅とか酒とか〜                | 2024年11月27日 | 日本クラウン                 | CRCN-20493     |